# كوبي ميلر
كوبي ميلر (بالإنجليزية: Coby Miller)‏ هو عداء سريع أمريكي، ولد في 19 أكتوبر 1976 في أكرمان في الولايات المتحدة.

## وصلات خارجية
- كوبي ميلر على موقع الاتحاد الدولي لألعاب القوى (الإنجليزية)
- كوبي ميلر على موقع اللجنة الأولمبية الدولية (الإنجليزية)
- كوبي ميلر على موقع أوليمبيديا (الإنجليزية)
- كوبي ميلر على موقع اللجنة الأولمبية والبارالمبية الأمريكية (الإنجليزية)